# جاولو
جاولو (به ایتالیایی: Gavello) یک کومونه در ایتالیا است که در استان روویگو واقع شده‌است.

## خصوصیات
جاولو ۲۴٫۴ کیلومترمربع مساحت و ۱٬۶۱۶ نفر جمعیت دارد.